# Wendessen
Wendessen is een dorp in de Duitse gemeente Wolfenbüttel, deelstaat Nedersaksen, en telde 1.045 inwoners (ultimo 2017).

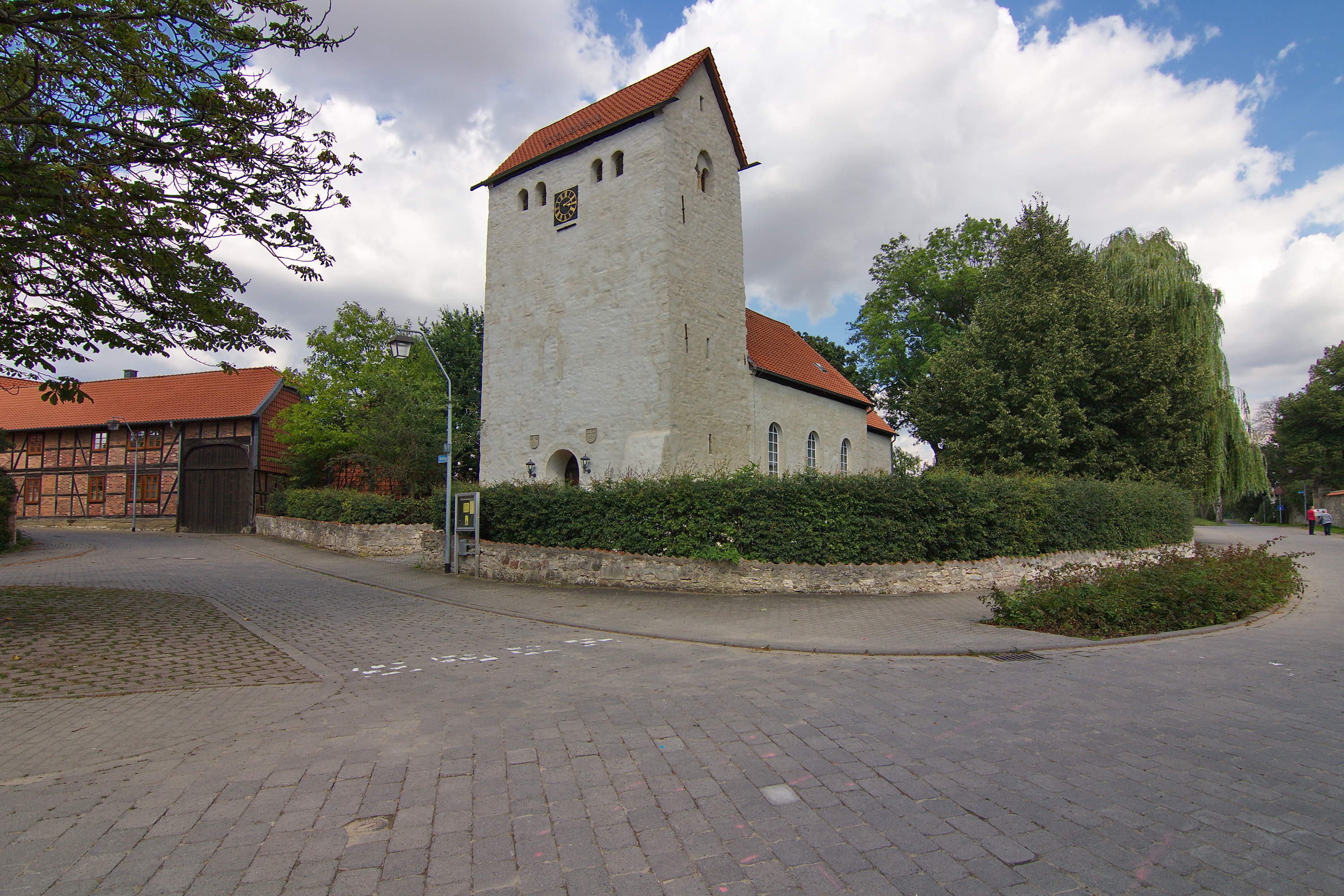
Evang.-lutherse Sint-Joriskerk
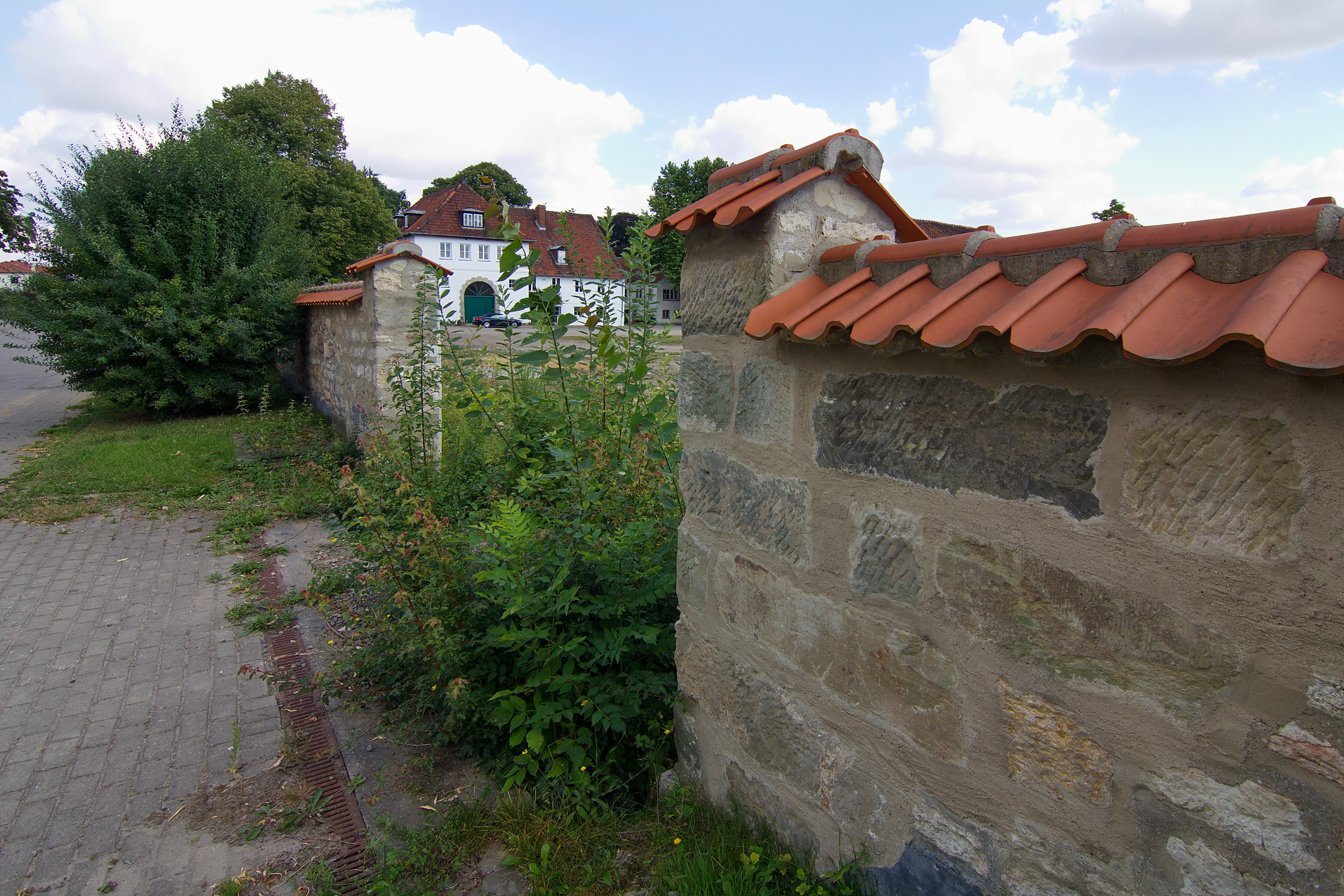
Ridderhof in Wendessen (in gebruik bij de gemeente Wolfenbüttel)

Door het dorp loopt de Bundesstraße 79. Het ligt ten oosten van de stad Wolfenbüttel en grenst aan Denkte. In 1896 kreeg het dorp, waar een kalimijn in de buurt lag (en ook de voormalige zoutmijn Asse II, bekend als in 2033 leeg te halen eindopslag radioactief afval), een aansluiting op het spoorwegnet. Passagierstreinen op de lijn Wolfenbüttel - Schöppenstedt - Oschersleben deden dit station aan tot 1982. Daarna reden er nog enige tijd goederentreinen langs. Er zijn plannen, om bij Wendessen in 2027 een nieuw station, ook voor passagierstreinen, te bouwen.
In het jaar 1170 werd de plaats als Winethissem voor het eerst in een document vermeld. evenals de omliggende plaatsen, hat het veel te lijden door oorlogsgeweld, o.a. rond 1540 in de Schmalkaldische Oorlog en tussen 1618 en 1648 in de Dertigjarige Oorlog. Ook voor de ellende van de Tweede Wereldoorlog bleef Wendessen niet gespaard. Bij bombardementen, met name op 14 januari 1944, werden veel gebouwen in het dorp verwoest en vielen in totaal 36 doden. De 12e-eeuwse Sint-Joriskerk werd ook verwoest, maar kon herbouwd worden; de monumentale kerktoren ziet er weer precies zo uit als toen deze in de middeleeuwen was gebouwd.